# Marque Perry
Marque Perry, né le 28 janvier 1981, à Chicago, en Illinois, est un joueur américain de basket-ball. Il évolue au poste de meneur.

## Palmarès
- Coupe de Slovénie 2011
- All-NBDL First Team 2004